# 感情論
| ウィキペディアには「感情論」という見出しの百科事典記事はありません（タイトルに「感情論」を含むページの一覧/「感情論」で始まるページの一覧）。 代わりにウィクショナリーのページ「感情論」が役に立つかもしれません。 |